# Jacob Jordaens
Pour les articles homonymes, voir Jordaens.

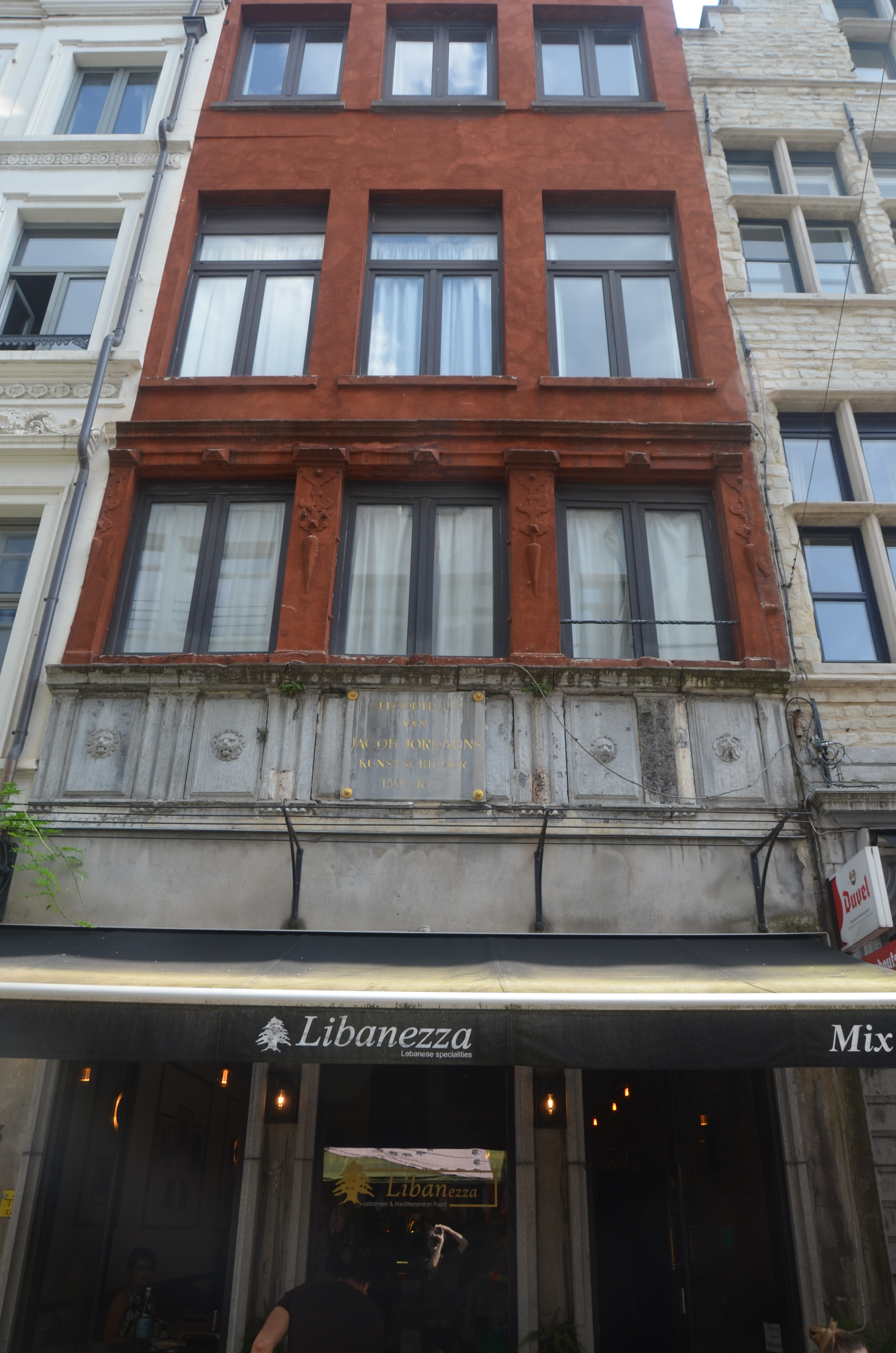
Maison de naissance de Jacques Jordaens-Hoogstraat Anvers

Jacob Jordaens (en français parfois Jacques Jordaens et en néerlandais Jacobus Jordaens) est un peintre et graveur flamand, né le 19 mai 1593 à Anvers, où il meurt le 18 octobre 1678.

## Biographie

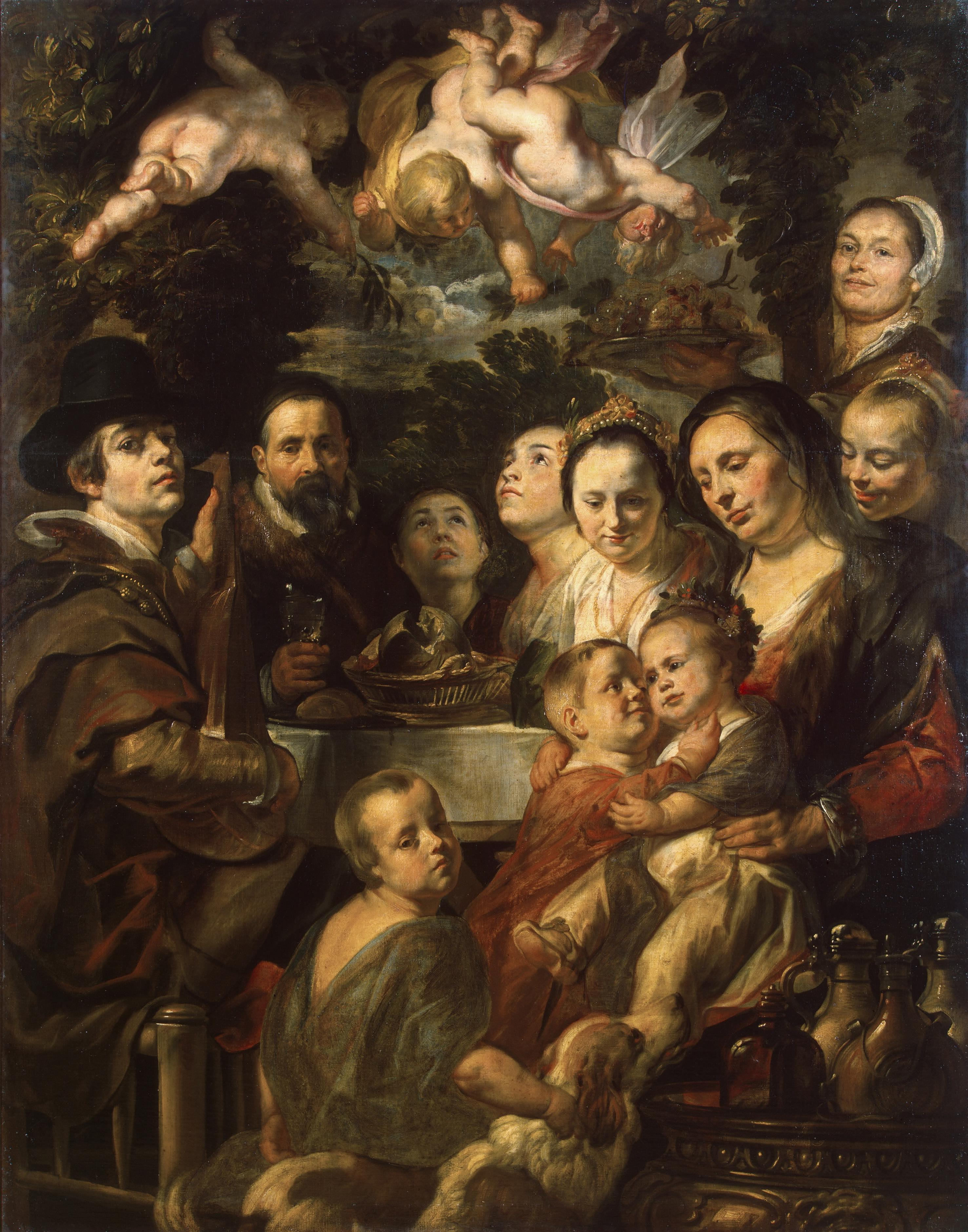
Portrait de l'artiste avec sa famille (1615), Saint-Pétersbourg, musée de l'Ermitage.

Jacques Jordaens est l'un des trois maîtres renommés de l'école de peinture anversoise du XVIIe siècle, avec Pierre Paul Rubens et Antoine Van Dyck. A l'inverse de ces deux peintres contemporains, Jacob Jordaens n'a jamais voyagé en Italie pour étudier les œuvres de la Renaissance italienne et séjourne principalement à Anvers, hormis quelques brefs voyages dans les régions avoisinantes et en Hollande.
Son père, marchand de toiles ou de serges, épouse le 2 septembre 1590 Barbara van Wolschaten. La naissance de Jacob, leur premier enfant, est suivie de dix autres : huit filles et deux fils. On sait peu de choses sur les frères et sœurs de Jacob, seulement que l'une des filles deviendra religieuse et que deux autres seront béguines, tandis que l'un des fils entrera chez les Augustins. La famille Jordaens appartient à la bourgeoisie aisée : leur maison se situe dans la Hoogstraat (La Rue Haute), une des rues les plus connues pour le commerce de draps à Anvers, et conduisant de la Grand-Place (Groote markt) au Rivage (Oever), deux places et centres de commerce renommés. En 1615, il représentera sa famille dans Portrait de l'artiste avec sa famille, tableau conservé aujourd'hui au musée de l'Ermitage de Saint-Pétersbourg.
Jordaens est baptisé le 20 mai 1593, comme en témoignent les registres baptistaires de l'église Notre-Dame d'Anvers, église catholique. Son enfance est peu connue, mais il a probablement reçu une éducation suffisante, caractéristique de la bourgeoisie de son époque. L'an de guilde 1607-1608, il est inscrit dans les registres de la guilde anversoise de Saint-Luc comme élève d'Adam van Noort, peintre flamand dont les tableaux restent d'attribution douteuse.
Adam Van Noort était luthérien, mais lors de la Contre-Réforme à Anvers, il dut, de même que sa famille et que certains peintres, dissimuler ses orientations religieuses. Il est certain que Jordaens n'a jamais eu d'autre maître que lui. S'il n'a pas sa place dans la galerie des peintres célèbres, il a néanmoins dû être doté de qualités pédagogiques exceptionnelles, car de nombreux élèves sont venus se former chez lui : les Liggeren, registres de la guilde anversoise de Saint-Luc, n'en mentionnent pas moins de trente-cinq. Toutefois, si son nom est entré dans les annales de la peinture, c'est surtout grâce à la gloire de deux de ses élèves, Rubens et Jordaens. Ce dernier lui est certainement très attaché, il dessinera ou peindra à plusieurs reprises sa magnifique et vénérable tête de vieillard, et cela d'une manière qui prouve tant son affection que son respect.
L'an de guilde 1615-1616, Jordaens est reçu franc-maître à la guilde de Saint-Luc d'Anvers et inscrit dans ses registres comme "waterscilder" (peintre à la détrempe). Comme Jordaens s'affirme très vite comme un artiste de talent, il se consacre presque exclusivement à la peinture à l'huile, bien plus rentable. Le 15 mai 1616, il épouse catholiquement à l'église Notre-Dame d'Anvers Catharina Van Noort, fille aînée de son maître, de quatre ans plus âgée que lui. De leur mariage naîtront trois enfants : Elisabeth (1617), Jacob (1625) et Anna Catharina (1629). Jusqu'en 1618, le couple vit dans l'Everdijstraat avec la famille Van Noort, composée des parents et de six enfants. Ensuite, il achète une maison située dans la Hoogstraat, la rue où se trouve la maison natale de Jordaens. Cette nouvelle demeure se compose d'un arrière-corps avec portail d'entrée et petite cour. Sa fortune s'accroissant de façon constante, il décide de se construire une maison digne de son état et apte à abriter les activités toujours plus importantes de son atelier. À cette fin, il acquiert en 1639 la résidence du marchand Nicolaas Bacx, voisinant l'arrière-corps de maison qu'il habite et qui est pourvue d'un bâtiment arrière. Mise à part une façade du bâtiment antérieur datée de 1641 et celle de l'atelier, il n'est rien demeuré d'important de ce qui fut édifié par Jordaens.
En 1659, il fait partie des quatre cents habitants les plus riches d'Anvers.
Évolution des convictions religieuses de Jacob Jordaens.
Le 26 juillet 1642, sa femme Catharina est insultée et menacée en passant devant la maison de l'orfèvre Van Mael. Deux jours plus tard, la femme de l'orfèvre, son époux et quelques complices apparaissent dans la Hoogstraat pour insulter les membres de la famille Jordaens et les menacer avec un couteau. Jordaens porte plainte près du Magistrat de la ville. Par un arrêt provisoire, défense est faite à Van Mael et son épouse de porter dommage soit par des actions, soit en paroles aux membres de la famille Jordaens. Ces incidents montrent que la famille van Noort est restée fidèle à la Réforme. Quant à Jacob, il vogue probablement entre deux courants religieux au moins jusqu'au 23 juillet 1649, date à laquelle il fait une déclaration "sur l'honneur, devant Dieu et devant ses saints".
Sa femme Catharina van Noort décède le 17 avril 1659, elle est enterrée à l'église (ou au cimetière) de la communauté calviniste de Putte, située de l'autre côté de la frontière hollandaise. En novembre-décembre 1660, appelé comme témoin à un procès à Anvers concernant l'authenticité d'une série d'Apôtres, attribuée à Van Dyck, il jure uniquement devant Dieu (et non pas devant ses saints).
De l'Église catholique, qui devait pourtant être informée de son apostasie, il continue à recevoir des commandes dont plusieurs grands tableaux d'autel, tels Le Christ en croix pour le maître-autel de l'église Saint-Gommaire à Lierre (œuvre actuellement conservée à la cathédrale de Bordeaux), ou encore Jésus parmi les docteurs de la Loi, datée de 1663 et destinée, à l'origine, au maître-autel de l'église Sainte-Walburge de Furnes, mais conservée actuellement au Landesmuseum de Mayence. En 1671, sept ans avant sa mort, il est admis, avec sa fille Élisabeth et deux servantes, à participer à la Cène de la communauté calviniste "De Brabantsche Olijftberg" (Le Mont des Oliviers Brabançon) d'Anvers, affichant ainsi délibérément sa conversion au calvinisme.
Jordaens meurt le 18 octobre 1678, sa fille Elisabeth, qui était toujours demeurée à ses côtés, meurt la même nuit. Jordaens et sa fille sont inhumés à Putte, République des Sept Pays-Bas-Unis à cette époque là.
Plusieurs protestants furent enterrés à cet endroit du fait que le village était situé dans les Provinces-Unies et qu'il possédait un petit temple protestant. À l'emplacement du temple disparu à ce jour et du cimetière, se dresse, depuis 1877, un monument commémoratif que l'on doit au sculpteur belge Jef Lambeaux. Les dalles funéraires des tombes de Jordaens et de ses disciples, Van Pape et Van Stalbemt, y sont imbriquées dans le piédestal.

## Sa peinture
Il s'inspire de peintres contemporains, tels Jan Brueghel l'Ancien, Abraham Janssens van Nuyssen, ou encore Hendrick van Balen, et il collabore à plusieurs reprises avec Rubens, de 1620 à 1640, notamment pour les œuvres destinées à la décoration de la Tour de la Parada, le pavillon de chasse de Philippe IV d'Espagne. Il réinterprète également plusieurs de ses tableaux, tels Érichthonios découvert par les filles de Cécrops (Rubens, vers 1615) en 1617 et 1640 ; Adam et Ève (Rubens en 1628-29) vers 1640 et Saint Christophe portant l'enfant Jésus (Rubens, 1614) vers 1630).
Parmi les sujets picturaux de ses œuvres, on peut distinguer : L'Adoration des bergers, Le satyre et le paysan, Le petit Jupiter nourri par la chèvre Amalthée ainsi que « Comme les vieux chantent, ainsi les jeunes jouent de la flûte ». Connu pour Le Roi boit peint vers 1640, une série de peintures dont on en connait aujourd'hui cinq, qui sont conservés au Louvre, à Vienne, à Bruxelles et à Cassel. On ignore aujourd’hui qui étaient les commanditaires, mais le sujet était très populaire à l’époque. On peut alors supposer que Jordaens a peint ce sujet, au moins partiellement pour des raisons commerciales et de manière opportuniste.
Il a été le peintre le plus renommé d'Anvers après la mort en 1640 de Rubens, dont il a achevé au moins deux œuvresentre le 30 mai 1640 et le 24 juin 1641. À aucun moment de sa carrière, Jordaens n'a souffert d'un manque d'estime. La grande réputation dont il a pu jouir sa vie durant est mise en évidence par les nombreuses commandes qu'il a reçues et quantité de documents. Après la mort de Rubens, il est considéré par Balthasar Gerbier, le chargé d'affaires du roi d'Angleterre à Bruxelles, comme le plus important peintre des Pays-Bas méridionaux. Les louanges qu'il recueille semblent interminables et l'estime pour son œuvre est telle qu'on lui attribue toutes les qualités. C'est au moins le cas jusqu'au début du XVIIIe siècle, lorsque s'annonce un nouveau goût artistique mettant surtout l'accent sur l'idéal ainsi que l'esthétique noble et classique .

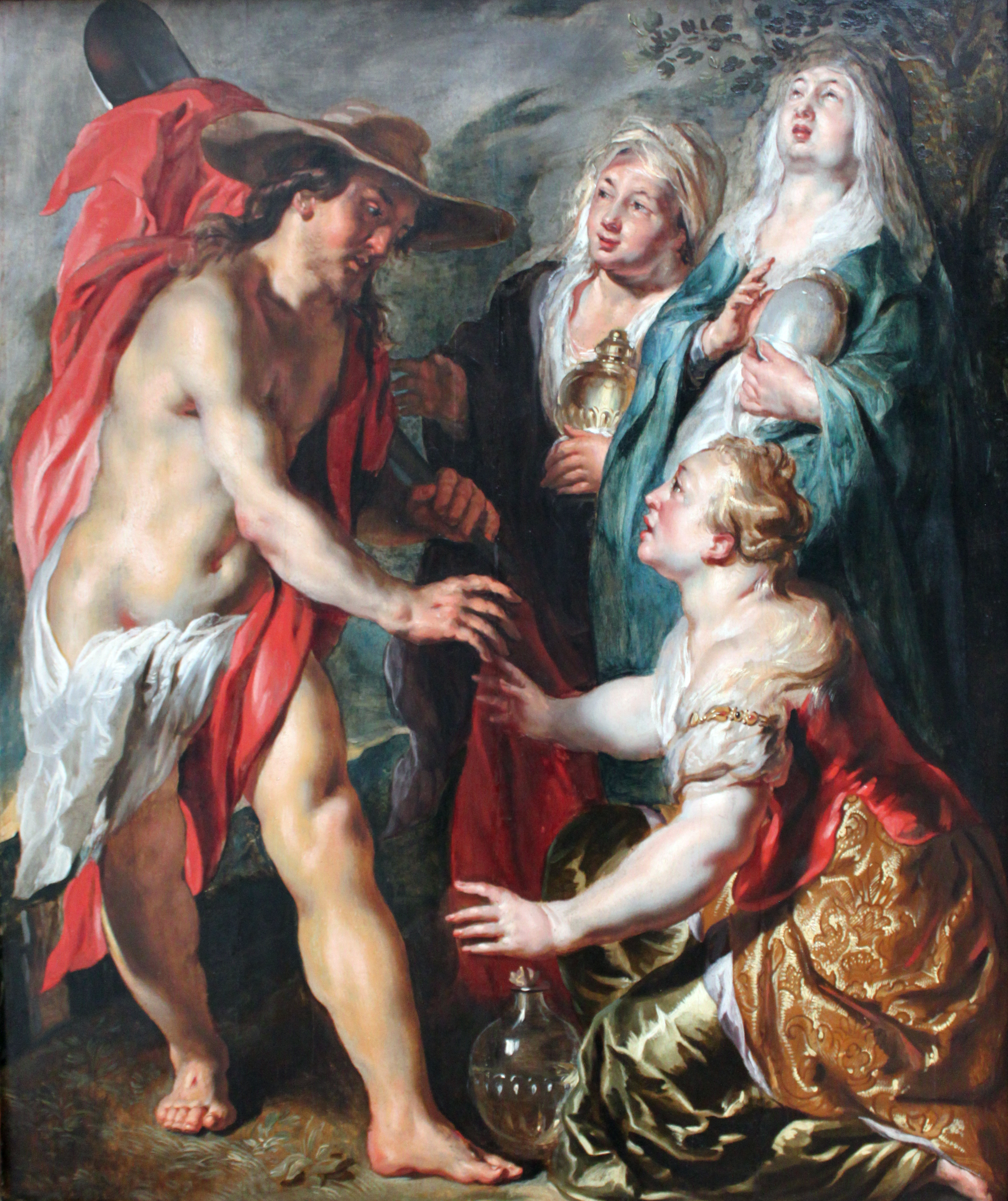
Le Christ apparaissant aux trois Marie dans un jardin (1616), Berlin, Pinacothèque.

## Œuvres
Sa peinture, ses dessins et ses cartons s'inspirent des scènes bibliques, mythologiques et des thèmes empruntés à la vie populaire (contemporaine), ou bien illustrent fables et proverbes. Il fait parfois appel à Frans Snyders spécialisé dans les scènes animalières.
Il s'efforce de dénicher des œuvres de la main des meilleurs maîtres, tels que Titien, Véronèse, le Caravage, Bassano et autres, afin de les étudier et de s'en inspirer lors de son travail. Ses tableaux les plus connus représentent des scènes de table, telles les différentes versions du « Roi boit ! ». Pour ce faire, Jordaens n'hésite pas à prendre comme modèles ses proches ou lui-même, afin de réaliser les portraits des différents personnages d'une composition.

### Dessins
- Scènes de la vie champêtre, British Museum à Londres
- Qui aime le danger, y périra, daté 1638, Stedelijk Prentenkabinet au musée Plantin-Moretus d'Anvers
- Satyre avec une nymphe et deux enfants, signé et daté 6 août 1639, musée des beaux-arts et d'archéologie de Besançon
- Flore, Silène et Zéphyr, daté 1639, Staatliche Museum Preussischer Kulturbesitz, Kupferstichkabinett, Berlin
- Adoration des Mages, signé et daté 1653, Stedelijk Prentenkabinet, Anvers
- Allégorie de la Vérité, daté 1658, Musée de Grenoble
- Christ en croix, daté 1658, Musée de l'Ermitage, Saint-Pétersbourg
- Mort de Cléopâtre, daté 1664, Mount Holyoke College, South Hadley, Massachusetts
- Dorcas (Tabitha) ressuscitée par Pierre, daté 1670, Musée Bertrand Châteauroux[14]
- Beaux-Arts de Paris :
  - Le satyre et le paysan[15], pierre noire, plume, encre brune, lavis brun, rehauts de blanc, H. 0,253 ; L. 0,210 m. Cette feuille, datée vers 1620-1621, est mise en relation avec le tableau Le satyre et le paysan de Jordaens conservé au Kunstmuseum de Göteberg. Le dessin présente une composition d'ensemble très achevée et proche de la version finale. Par sa technique, ce dessin illustre aussi le style de jeunesse de Jordaens, qui se limite à une palette restreinte[16].
  - Guerriers attaquant depuis un navire : étude préparatoire pour la partie droite de la Bataille d'Issus[17], pinceau, lavis brun et aquarelle et gouache, H. 0,280 ; L. 0,275 m. Il existe deux études préparatoires à la tapisserie représentant la Bataille d'Issus. La première est conservée au Staatliche Museen de Berlin et la seconde à l'Ecole des Beaux-Arts de Paris. Le dessin des Beaux-Arts est daté entre 1629 et 1633, il décrit la moitié droite de la scène centrée sur le débarquement des hommes de Darius. La tapisserie la Bataille d'Issus est la troisième scène de la tenture de la Vie d'Alexandre le Grand (1630-1635) dont Jordaens a exécuté les cartons[18].
  - Ulysse construisant un bateau avant de quitter Calypso[19], pinceau, lavis brun et gouache, H. 0,300 ; L. 0,263 m. Ce dessin est préparatoire d'une tapisserie de la tenture de la Vie d'Ulysse (1635) qui retrace les temps forts du voyage d'Ulysse. Trois scènes détaillent son séjour auprès de Calypso (chant V), dont la construction du radeau d'Ulysse s'apprêtant à quitter l'île d'Ogygie. Il existe un autre dessin préparatoire à cette tapisserie, conservé au musée des Beaux-Arts de Besançon[20].
  - Intérieur de cuisine[21], pinceau, pierre noire, plume, encre brune, lavis brun et gouache, H. 0,215 ; L. 0,288 m. Ce dessin est préparatoire d'une tapisserie appartenant à la tenture illustrant des Scènes de la vie champêtre (1635). Cette tenture est composée de huit tapisseries autour des thèmes de la chasse, des divertissements et des conversations galantes, et des travaux de la ferme. C'est pour la tapisserie L'intérieur de cuisine qu'on conserve le plus grand nombre d'études. On connaît notamment deux compositions d'ensemble, l'une au musée du Louvre et l'autre, celle-ci, à l'Ecole des Beaux-Arts de Paris, toutes deux très proches de la version finale[22].
  - Tête de satyre[23], pierre noire et rehauts de craie blanche, H. 0,380 ; L. 0,312 m. La tête de l'Ecole des Beaux-Arts évoque, par sa forme arrondie et son air jovial, le visage du beau-père et ancien maître de l'artiste, Adam van Noort, mais elle ne peut toutefois pas être rapprochée d'un modèle précis. Ce visage est en fait celui d'un satyre, d'un silène ou d'un faune, personnages qui apparaissent dans les compositions de Jordaens entre 1620 et 1645. Il peut être rapproché de l'Etude de satyre du Staatliche Museen de Berlin et de l'étude de la Staatliche Kunstsammlungen de Dresde, préparatoires à un motif de faune dans des bordures de tapisseries[24].
  - La Justice, la Foi et la Charité[25], sanguine et aquarelle, H. 0,222 ; L. 0,180 m. Le Rijksprentenkabinet d'Amsterdam conserve une autre version du dessin des Beaux-Arts, où les allégories sont placées de manière légèrement différente. La destination de ces dessins, très aboutis, n'a pas encore été identifiée. Léo van Puyvelde a proposé en 1952 d'y voir des œuvres exécutées pour le simple plaisir de l'artiste. Mais les recherches de composition et de sujet laissent supposer un projet plus ambitieux qui n'aurait pas vu le jour.
  - Etudes de bras et de mains autour d'un panier, pour le Triomphe de Bacchus[26], pierre noire, sanguine et rehauts de blanc sur papier beige, H. 0,229 ; L. 0,337 m. Dessin préparatoire pour le Triomphe de Bacchus (vers 1645, Cassel, Gemäldegalerie Alte Meister). Sur le dessin on retrouve au centre les mains de la jeune femme, située près de Bacchus et portant un panier, et à droite l'une des mains du Maure tenant un tambourin[27].
  - Fragment d'une scène de martyre - étude pour Saint Quirinus de Malmédy[28], pierre noire, sanguine, aquarelle et gouache blanche, H. 0,255 ; L. 0,149 m. Dessin préparatoire rapproché des études de la Bibliothèque royale de Turin et du Städelsches Kunstinstitut de Francfort, qui sont préparatoires au Martyre de saint Quirinus de Malmédy (toile aujourd'hui disparue)[29].
  - La Fabrication et l'adoration des idoles[30], sanguine, mine de plomb et lavis brun, H. 0,399 ; L. 0,500 m. Annotation en bas de la feuille, le dessin a été exécuté le 20 mars 1658 au cours du séjour de l'artiste à La Haye, moment où l'on situe sa conversion au calvinisme. La composition fait référence à un passage du Livre d'Isaïe qui dénonce la fabrication des idoles. La destination de ce dessin n'est pas connue et les spécialistes proposent diverses hypothèses : œuvre conçue pour le plaisir de l'artiste (Léo van Puyvelde), destinée à circuler dans les cercles calvinistes (Marian C. Donnelly), dessin préparatoire à un cycle de tapisseries (R.-A. D'Hulst)[31].
  - Isaac bénissant Jacob[32], pierre noire, sanguine et lavis brun, H. 0,140 ; L. 0,178 m. Ce dessin correspond sans doute à une première pensée pour le tableau du même titre du musée des Beaux-Arts de Lille, Isaac bénissant Jacob, peint en 1660. Il illustre un passage du chapitre 27 de la Genèse relatant la bénédiction d'Isaac. Cet épisode est salué par Calvin comme une illustration de la supériorité du pouvoir divin sur la volonté humaine[33].

### Peintures

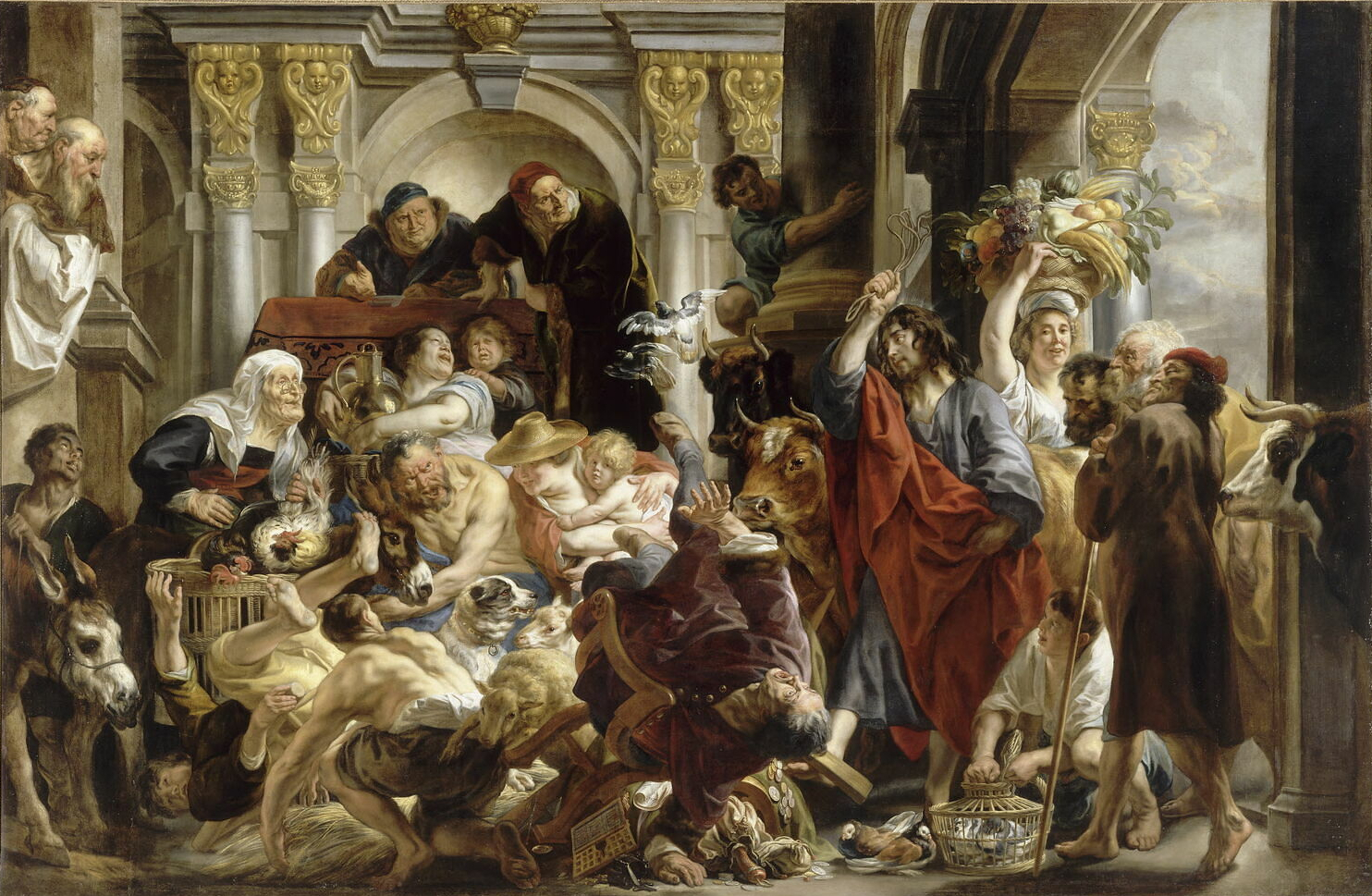
Le Christ chassant les marchands du Temple (vers 1650), Paris, musée du Louvre.

- Têtes d'Apôtres (1610), musée de la Chartreuse de Douai
- Portrait de l'artiste avec sa famille (vers 1615), huile sur toile, 175 × 137,5 cm, musée de l'Ermitage de Saint-Pétersbourg [34]
- Portrait du maître avec sa belle-famille (celle d'Adam van Noort) (1616), huile sur toile, 116,3 × 148,2 cm, Gemäldegalerie Alte Meister (Cassel)
- Adoration des bergers, signée et datée 1616, Metropolitan Museum of Art de New York
- Le Bon samaritain, 1616, huile sur toile, 185 × 173 cm, Émirats arabes unis, Abu Dhabi, Louvre[35]
- Les Filles de Cécrops découvrant l'enfant Érichthonios, signée et datée 1617, huile sur toile, 171 × 283 cm, Musée royal des beaux-arts d'Anvers
- L'Adoration des bergers (vers 1617), Musée de Grenoble, Grenoble
- L'Adoration des bergers (vers 1617), Mauritshuis, La Haye
- Méléagre et Atalante (1617-1618), musée royal des Beaux-Arts d'Anvers, Anvers
- Adoration des bergers signée et datée 1618, Nationalmuseum de Stockholm
- Les Apôtres Paul et Barnabé à Lystre (vers 1618), huile sur toile, 151 × 233 cm, musée de l'Ermitage, Saint-Pétersbourg[36]
- La Tentation de sainte Madeleine (1618), huile sur bois, 125 × 97 cm, Palais des beaux-arts de Lille[37]
- Buste de vieillard croisant les mains et se tirant la barbe (1618 / 1620), Musée de Picardie, Amiens
- Double étude d'une tête de vieillard (1618-1620), Musée des Beaux-Arts et d'Archéologie de Besançon, Besançon
- Mercure et Argus (vers 1620), huile sur toile, 202 × 241 cm, Musée des beaux-arts de Lyon

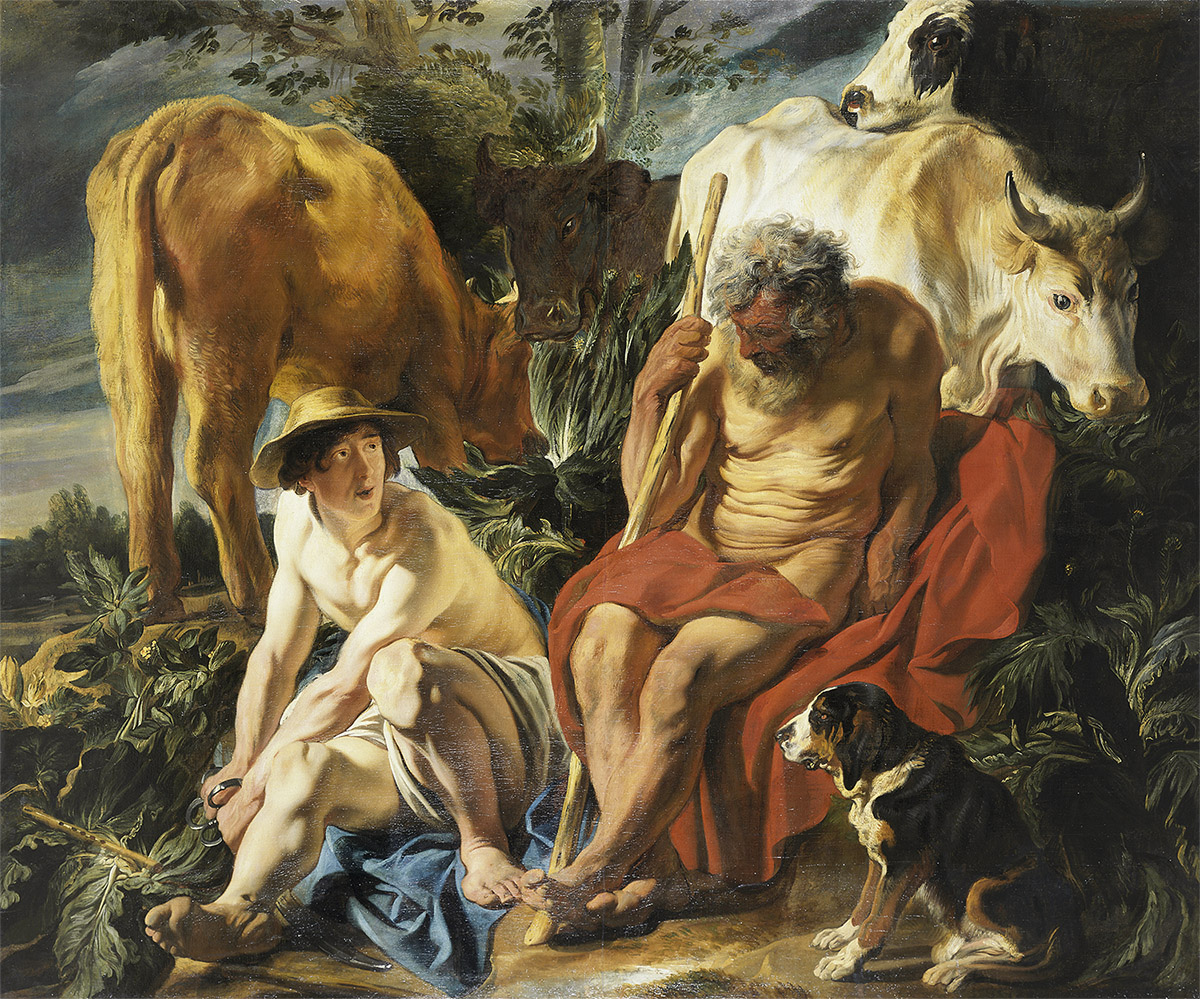
Mercure et Argus (vers 1620), Musée des Beaux-Arts de Lyon.

- Crucifixion, huile sur toile (v. 1620), 217 × 171 cm, Musée des Beaux-Arts de Rennes[38]
- Double portrait (v. 1620), Museum of Fine Arts, Boston[39]
- Étude de cinq vaches (v. 1620), 65 × 81 cm, Palais des Beaux-Arts de Lille[40]
- La Famille du peintre (1620-1621), Madrid, musée du Prado
- Autoportrait avec sa femme, Catharina Van Noort, leur fille Elisabeth et une servante, 1621-1622, huile sur toile, 181 × 187 cm, Paris, musée du Louvre
- Portrait d'un homme (1624), Washington, National Gallery of Art
- La Sainte famille avec sainte Anne, le jeune saint Jean et ses parents (1620-1625 et ajouts de 1660), huile sur toile, 170 × 150 cm, Metropolitan Museum, New York[41]
- Allégorie de la Fécondité (vers 1625), 180 × 241 cm, musées royaux des beaux-arts de Belgique à Bruxelles
- Les Quatre Évangélistes (vers 1625-30), huile sur toile, 134 × 118 cm, Paris, musée du Louvre
- Le martyre de sainte Apollonie, peint en 1628 pour l'église des Augustins d'Anvers, musée royal des beaux-arts d'Anvers
- Saint Martin guérissant un possédé, peint en 1630 pour le maître-autel de l'église de l'abbaye Saint-Martin de Tournai, musées royaux des beaux-arts de Belgique à Bruxelles
- L'Enfance de Jupiter (ou Le petit Jupiter nourri par la chèvre Amalthée (vers 1630), Paris, musée du Louvre
- Portrait de Rogier Le Witer, marchand d'Anvers (1635), huile sur toile, 152 × 118 cm, Rijksmuseum, Amsterdam,
- Portrait de Catharina Behagel, épouse de Rogier Le Witer (1635), huile sur toile, 152 × 118 cm, Rijksmuseum, Amsterdam
- Portrait de Magdalena de Cuyper, mère de Rogier Le Witer (1635-1636), huile sur toile, 152 × 118 cm, Rijksmuseum, Amsterdam
- Un piqueur et ses chiens (1635), Palais des Beaux-Arts de Lille
- Vertumne et Pomone, 1638, Museu do Caramulo, Portugal
- Pélée et Thétis, Le jugement de Midas conservés au musée du Prado de Madrid
- Comme les vieux ont chanté, ainsi les jeunes jouent de la flûte, signée et datée 1638, musée royal des beaux-arts d'Anvers
- Le Concert de famille (1638), musée royal des beaux-arts d'Anvers (autre version au musée des beaux-arts de Valenciennes)
- Les Jeunes piaillent comme chantent les vieux (1638-1640), huile sur toile, 155 × 209 cm, Paris, musée du Louvre
- L'Assomption (copie ?), Poligny, église Saint-Hippolyte
- La Pêche miraculeuse (1640) (atelier de Jordaens), Vienne, Kunsthistorisches Museum
- Autoportrait (1640), huile sur toile, 81,4 × 59 cm, Berlin
- Les Filles de Cécrops découvrant l'enfant Érichthonios (1640), huile sur toile, 150 × 208 cm, Vienne, Kunsthistorisches Museum
- La Fuite en Egypte (v. 1640), huile sur toile, 135 × 104 cm, Musée Pouchkine, Moscou[42]
- Qui aime le danger, y périra, signée et datée 1640, Zornmuseet, Mora (Suède)

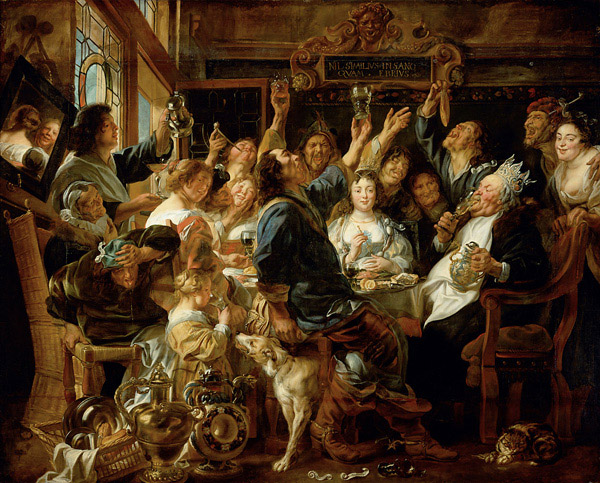
Le Roi boit (vers 1640-45), Kunsthistorisches Museum de Vienne.

- Le roi boit (vers 1640), huile sur toile, 156 × 210 cm, Bruxelles, musées royaux des beaux-arts de Belgique
- Les Signes du Zodiaque, série de douze tableaux conçus pour le plafond de sa demeure anversoise, datant du début des années 1640 et mis secondairement en place sur le plafond de l'annexe de la bibliothèque du Palais du Luxembourg à Paris[43]
- Méléagre et Atalante (1640-1650), Huile sur toile, 152 × 240 cm, musée du Prado, Madrid[44]
- Moïse et son épouse Séphora l'Éthiopienne, (vers 1650), huile sur toile, 104 × 116,3 cm, Maison de Rubens, Black is beautiful: Rubens tot Dumas
- Neptune créant le cheval (1640-1650), huile sur toile, 67 × 131 cm, Galerie Palatine, Palais Pitti, Florence[45]
- Visitation (1642)[46], Musée des beaux-arts de Lyon
- Diogène à la lanterne (vers 1642), Dresde, Gemäldegalerie Alte Meister
- L'Enlèvement d'Europe (1643), huile sur toile, 172 × 190 cm, Palais des Beaux-Arts de Lille[40]
- Serviteur amenant un cheval à son maître, 1644-1645, gouache sur carton, 324 × 366 cm, Paris, musée du Louvre
- Paul et Barnabé à Lystres, signé et daté 1645, Gemäldegalerie der Akademie der bildenden Künste, Vienne
- Saint Yves, patron des avocats, signé et daté 1645 (ou 46?), Musées royaux des beaux-arts, Bruxelles
- Le Repos de Diane chasseresse (1645-55), huile sur toile, 203 × 264 cm, Paris, musée du Louvre
- Candaule faisant épier sa femme par Gygès, vers 1646, Nationalmuseum, Stockholm
- Fuite en Égypte, signée et datée 1647, The Walters Art Gallery, Baltimore
- Jésus chassant les marchands du Temple (1645-1650), huile sur toile, 288 × 436 cm, Paris, musée du Louvre
- Achéloüs vaincu par Hercule, signée et datée 1649, Statens Museum for Kunst, Copenhague
- Le sommeil d'Antiope, signée et datée 1650, Musée de Grenoble
- Portrait de groupe (1650-1652), huile sur toile, 178 × 152 cm, musée de l'Ermitage de Saint-Pétersbourg
- Le Triomphe de Frédéric-Henri d'Orange-Nassau (1651-1652), La Haye, Huis ten Bosch, salle Maison d'Orange-Nassau
- La Sainte Famille avec des personnages et des animaux dans un bateau, signée et datée 1652, château de Skokloster, Suède
- Le mangeur de bouillie, signée et datée 1652, Musée des beaux-arts de Strasbourg
- Le Banquet de Cléopâtre (1653), Saint-Pétersbourg, musée de l'Ermitage
- Suzanne et les vieillards, signée et datée 1653, Statens Museum for Kunst, Copenhague
- Le jugement dernier, 1653, musée du Louvre, Paris
- La mort de Cléopâtre, signée et datée 1653, Gemäldegalerie, Cassel
- Allégorie de la paix de Munster, signée et datée 1654, Nasjonalgalleriet, Oslo
- Le Christ sur le Mont des Oliviers, signée et datée 1654, église Sainte-Catherine, Honfleur
- La dernière Cène, 1654-1655, musée royal des beaux-arts d'Anvers
- L'Arrestation du Christ, années 1650, musée des Beaux-Arts de Valenciennes
- Intercession de saint Charles Borromé auprès de la Vierge pour les pestiférés, retable destiné à orner la chapelle de saint Charles Borromée à l'église Saint-Jacques d'Anvers
- Le Portement de Croix (1657), huile sur toile, 239 × 174,5 cm, Amsterdam, Rijksmuseum
- Adoration des bergers, signée et datée 1657, North Carolina Museum of Art, Raleigh
- Suzanne et les vieillards, signée et datée 1657, pavillon de chasse de Grunewald, Berlin
- La Trahison du Christ, huile sur toile, fin des années 1650, Cleveland Museum of Art
- Le Christ et les Pharisiens (vers 1660), Palais des Beaux-Arts de Lille
- Isaac bénissant Jacob, signée et datée 1660, Palais des Beaux-Arts de Lille
- Samson contre les Philistins (1663), Amsterdam, Paleis op de Dam
- La justice ou la loi humaine fondée sur la loi divine, datée 1665, musée royal des beaux-arts d'Anvers
- Circoncision et Adoration des Mages, datées 1669, cathédrale de Séville[47]

Dates non documentées :
- Figure d'apôtre en prière (Abraham Grapheus), musée des beaux-arts de Caen[48]
- La Détresse de l'enfant prodigue, Palais des Beaux-Arts de Lille
- Le Jugement dernier, église paroissiale Notre-Dame de Bougival
- La Sainte Famille, Roumanie, Sibiu/Hermannstadt, Musée national Brukenthal
- Le Satyre et le Paysan, sujet traité dans des tableaux conservés à Budapest, Munich, Göteborg et Cassel
- Le Satyre et le Paysan, 188 × 168 cm, Bruxelles, musées royaux des beaux-arts de Belgique
- Le Triomphe de la religion, église paroissiale d'Argentré-du-Plessis
- Pan et Syrinx, Bruxelles, musées royaux des beaux-arts de Belgique
- Saint Martin exorcisant un possédé, église de Brandeville
- Méléagre et Atalante, musée royal des beaux-arts d'Anvers
- Offrande à Cérès, Madrid, musée du Prado
- Piéta, Madrid, musée du Prado
- Suzanne et les vieillards, Palais des Beaux-Arts de Lille
- Tête de vieille femme, musée des beaux-arts de Nancy
- Le Tribut de saint Pierre, Copenhague
- Figure de vieillard, Musée Magnin, Dijon
- Assomption, huile sur toile, 280 × 178 cm, musée des beaux-arts de Gand[49]
- Allégorie de la Fécondité, huile sur toile, 119 × 182 cm, musée des beaux-arts de Gand[49]
- Deux études de tête d'Abraham Grapheus, huile sur papier marouflé sur bois, 45 × 52 cm, musée des beaux-arts de Gand[49]
- Le Roi qui boit, musée des beaux-arts de Tournai[50]

### Cartons de tapisseries
D'une importance exceptionnelle dans la production artistique de Jordaens, les modèles et cartons qu'il a réalisés pour des tapisseries font qu'il peut être considéré là aussi comme l'une des figures majeures de son époque. Pratiquement tout au long de sa carrière, d'importantes commandes portant sur des séries de tapisseries lui sont confiées. Le Kunsthistorisches Museum de Vienne conserve une belle collection de cartons pour tapisseries parmi ceux cités ci-dessous : 
- Éducation de Louis XIII (cartons)
- Grand Chevaux (cartons),
- Histoire d'Alexandre le Grand
- Scènes de la vie des champs[52]
- Histoire d'Ulysse
- Les femmes célèbres
- Histoire de Jéroboam
- Proverbes flamands
- Histoire de Charlemagne
- Louis XIII à cheval combattant (cartons et tapisserie)
- Louis XIII à cheval sautant un obstacle (cartons et tapisserie)
- Louis XIII à cheval effectuant un saut sur place (cartons et tapisserie)
- Louis XIII et le cheval au piquet (cartons et tapisserie)
- Louis XIII sur son cheval marron (cartons et tapisserie)
- L'école d'équitation

### Estampes
- Moïse faisant jaillir l'eau du rocher (vers 1617), Anvers, Cabinet des Estampes

## Galerie

Œuvres de Jacob Jordaens
L'Enfance de Jupiter ou Le petit Jupiter nourri par la chèvre Amalthée (vers 1630), Paris, musée du Louvre.
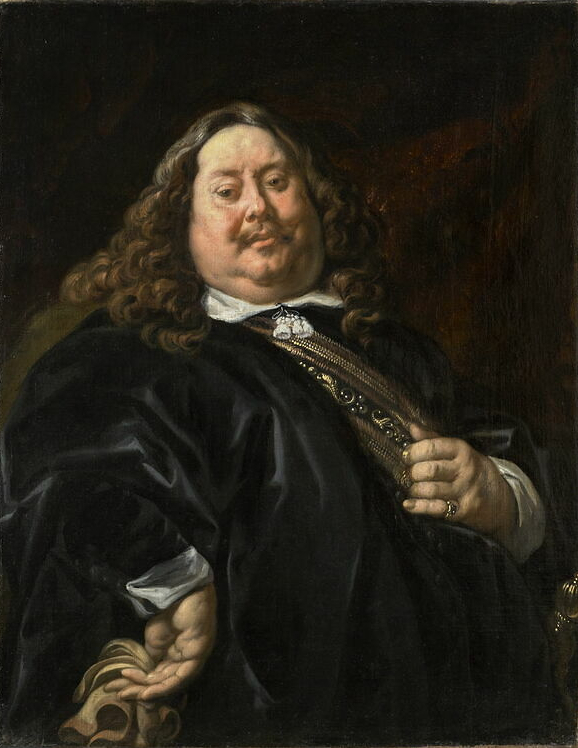
Portrait d'un homme inconnu (1650-1674), Paris, musée du Louvre.
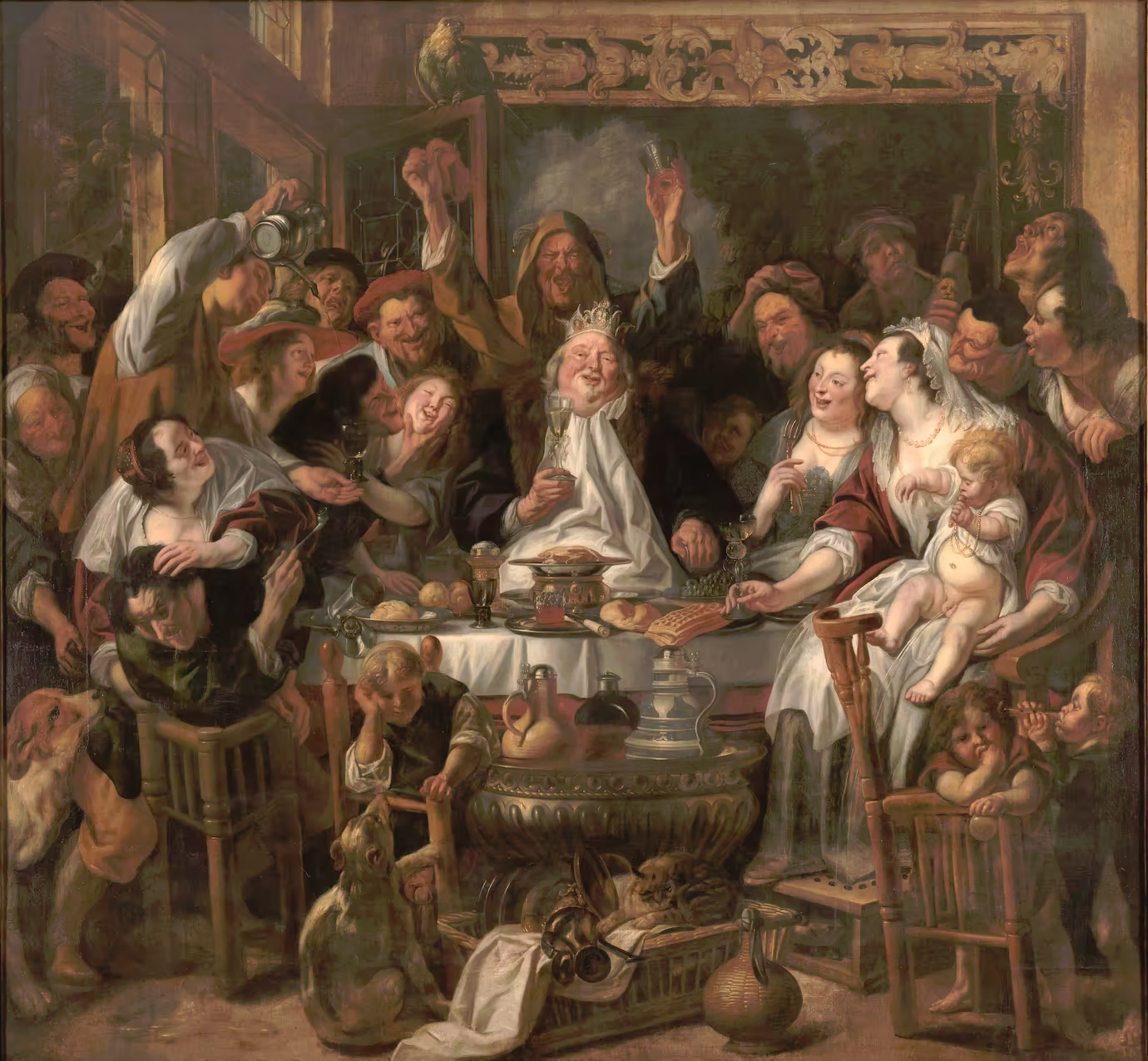
Le Roi boit (1638-1640), Bruxelles, musées royaux des beaux-arts de Belgique.
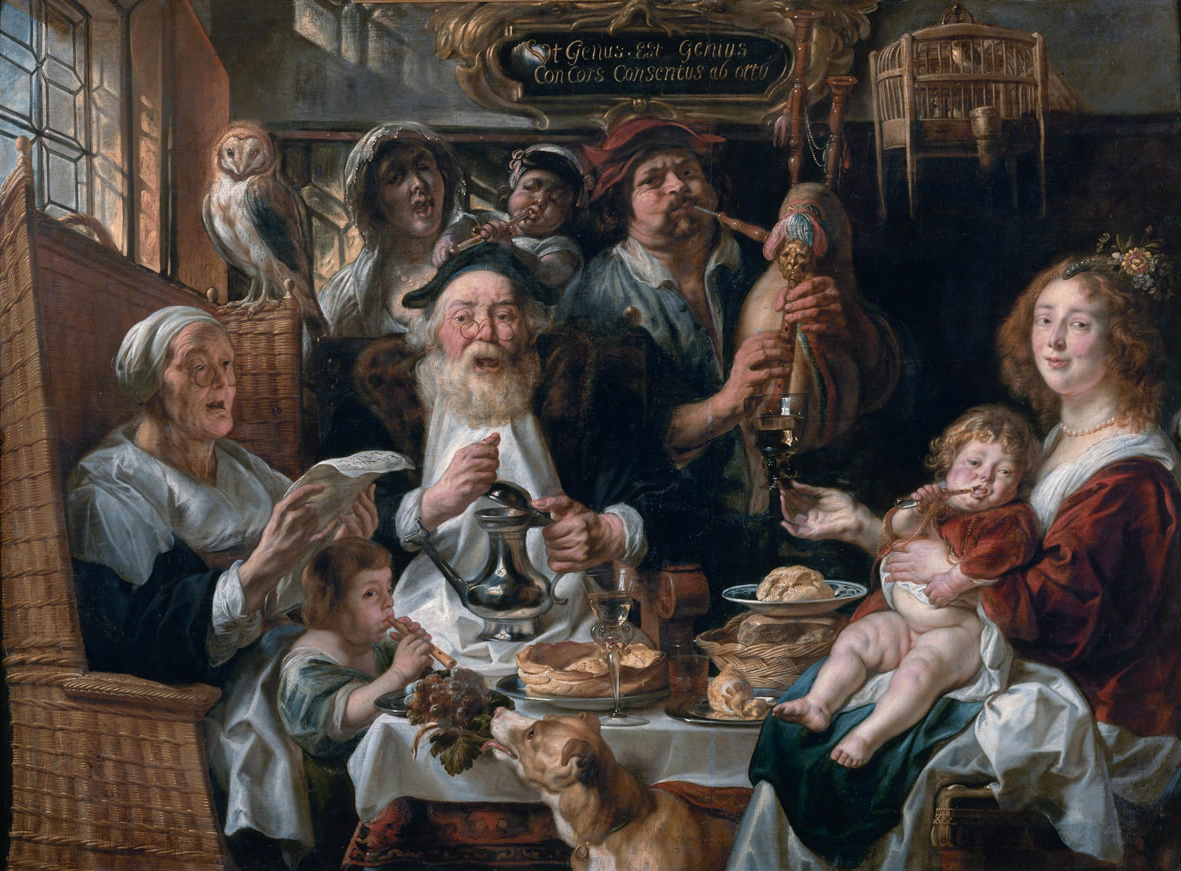
Les jeunes piaillent comme chantent les vieux (1638-1640), Paris, musée du Louvre.
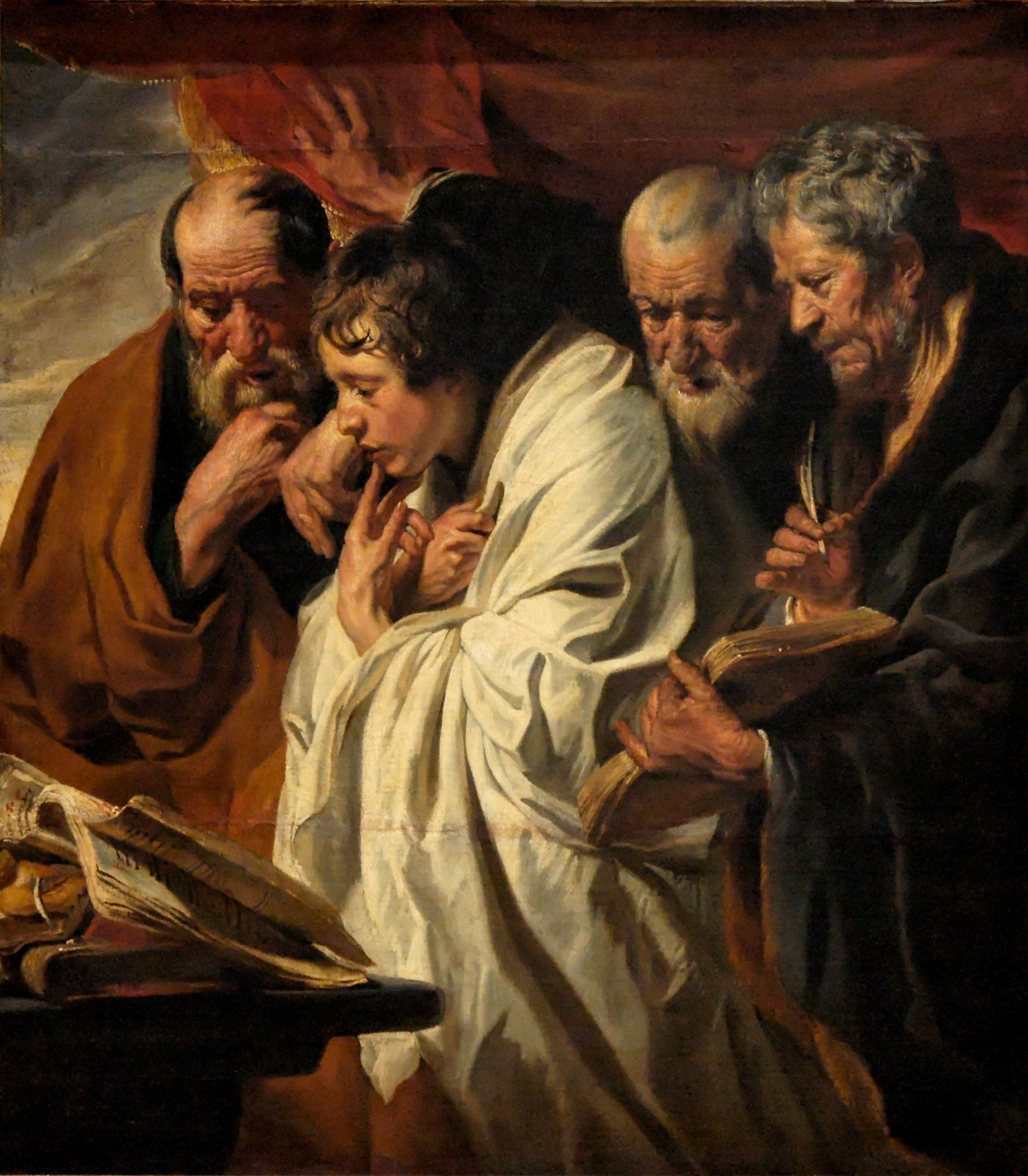
Les quatre Évangélistes (vers 1625-1630), Paris, musée du Louvre.
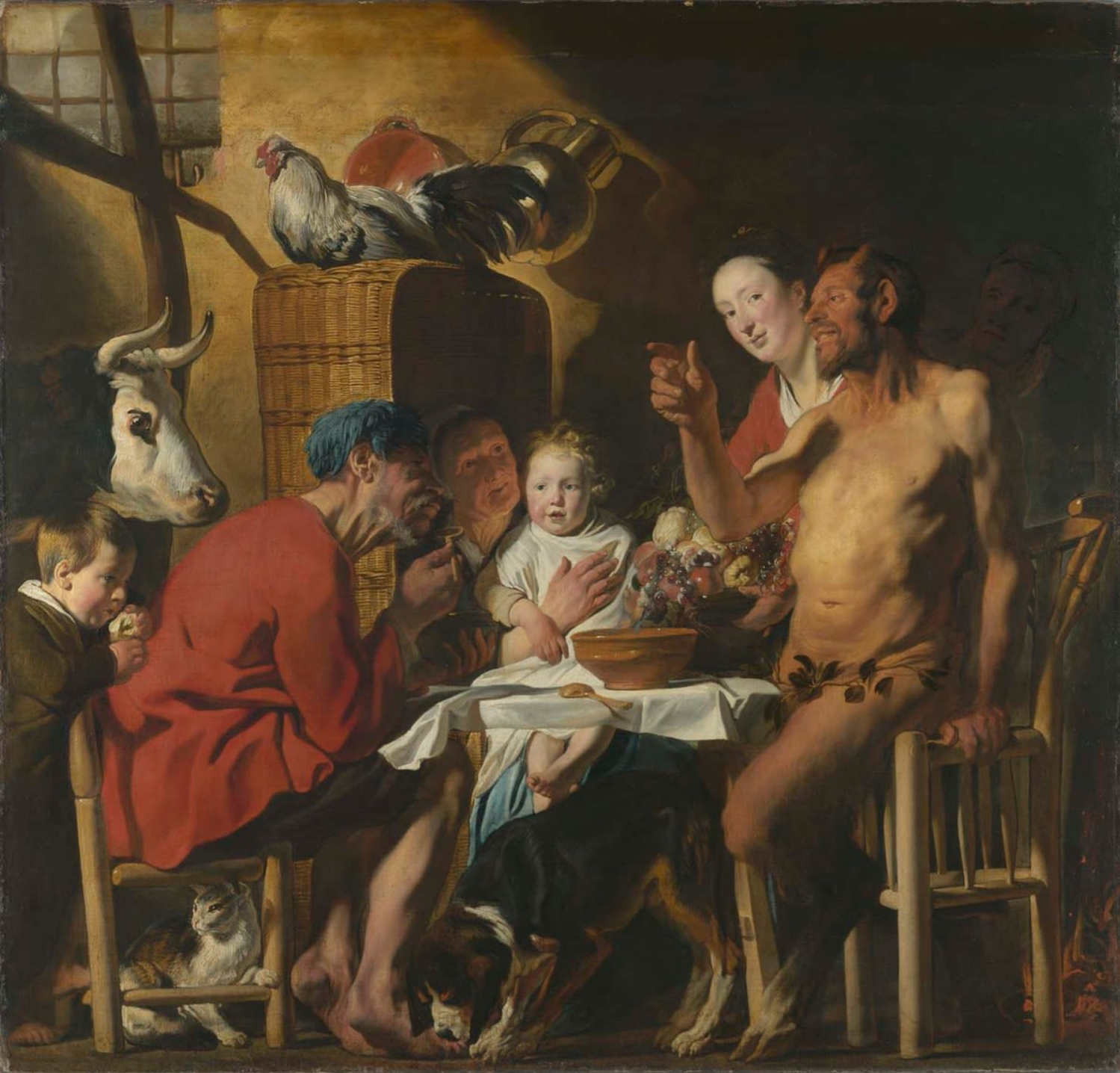
Le Satyre et le Paysan, Munich, Alte Pinakothek.
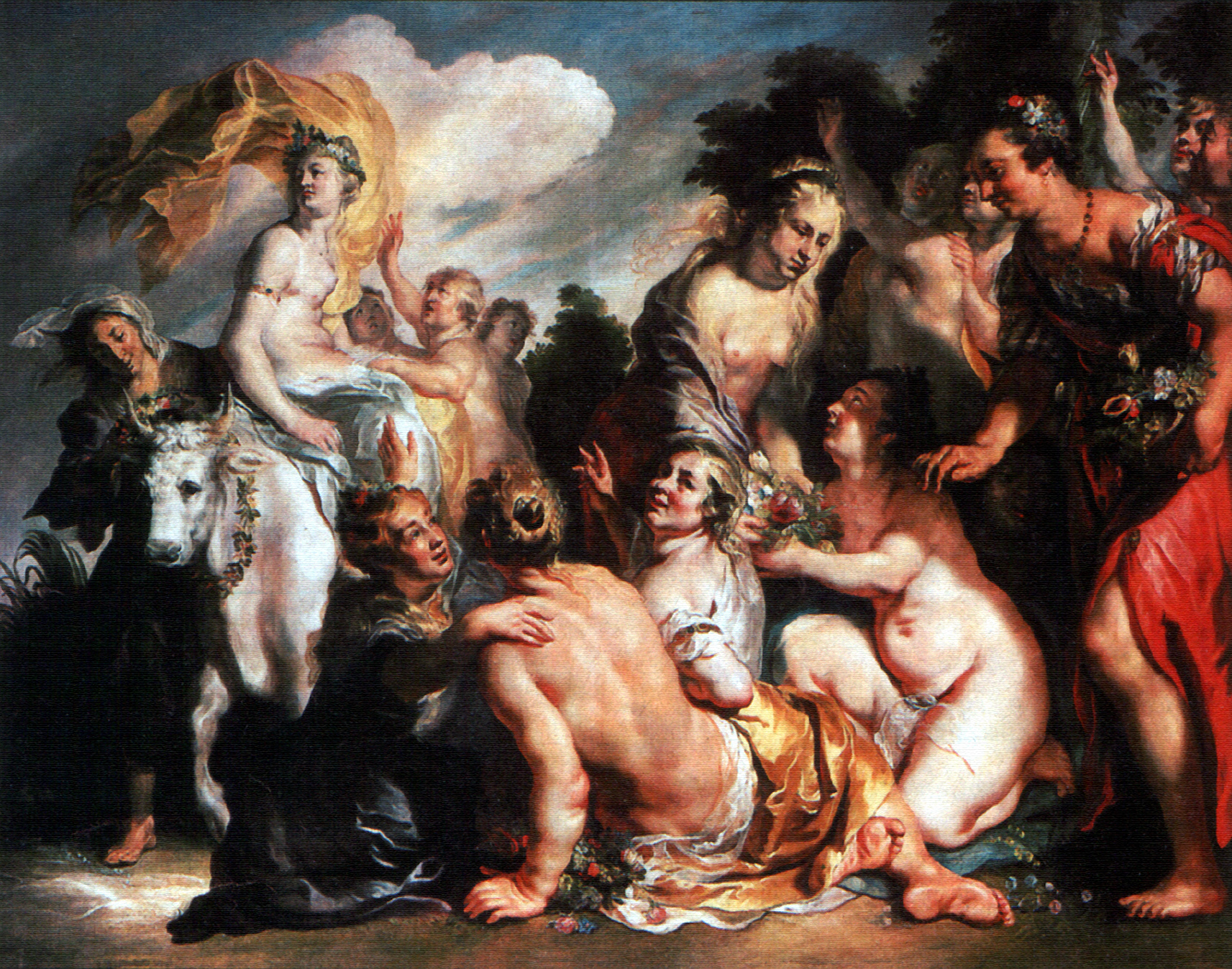
L'enlèvement d'Europe  (1615-1616), Gemäldegalerie Berlin
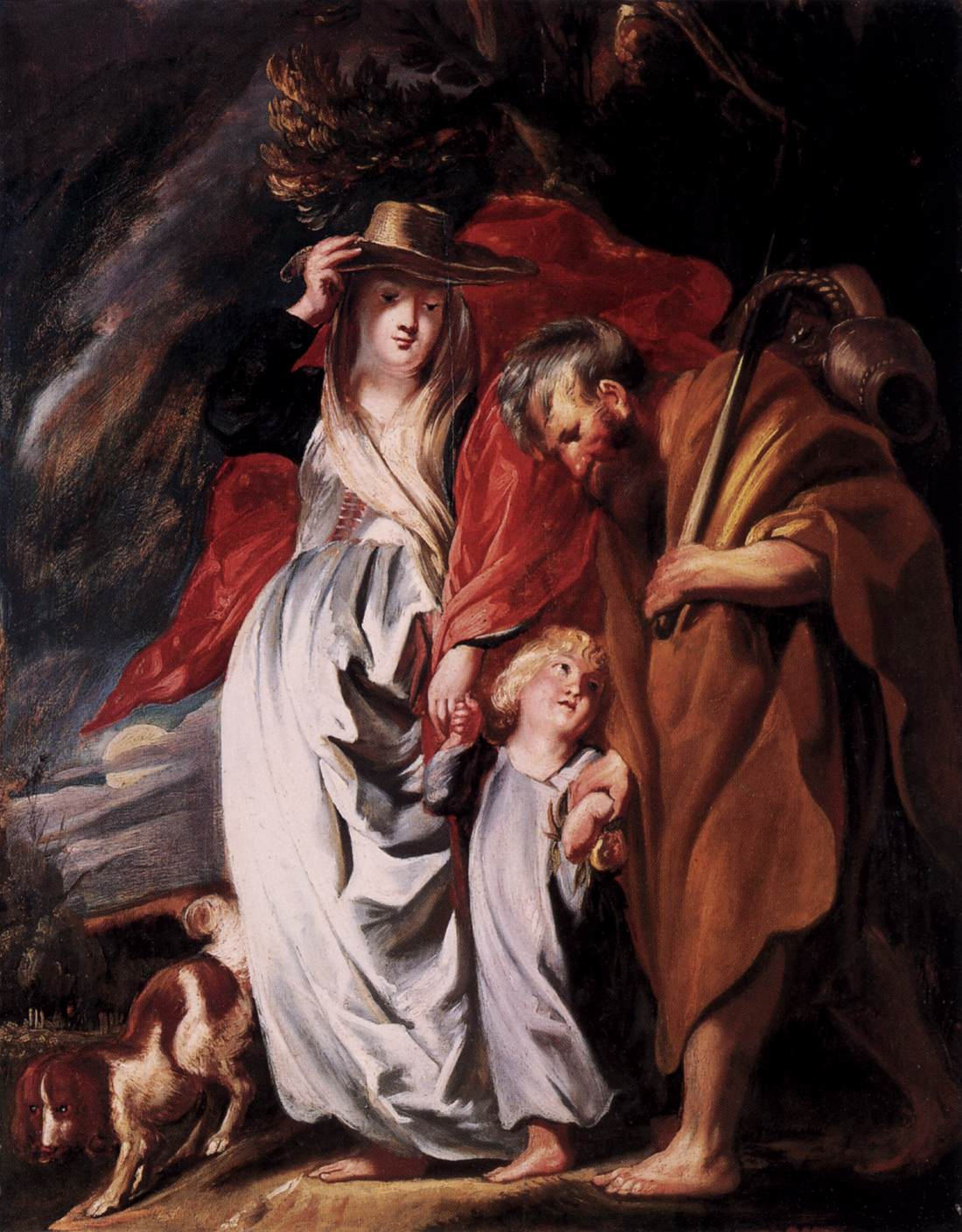
Retour d'Égypte de la Sainte Famille (1616), Gemäldegalerie, Berlin
Adoration des bergers (1618) National Museum, Stockholm
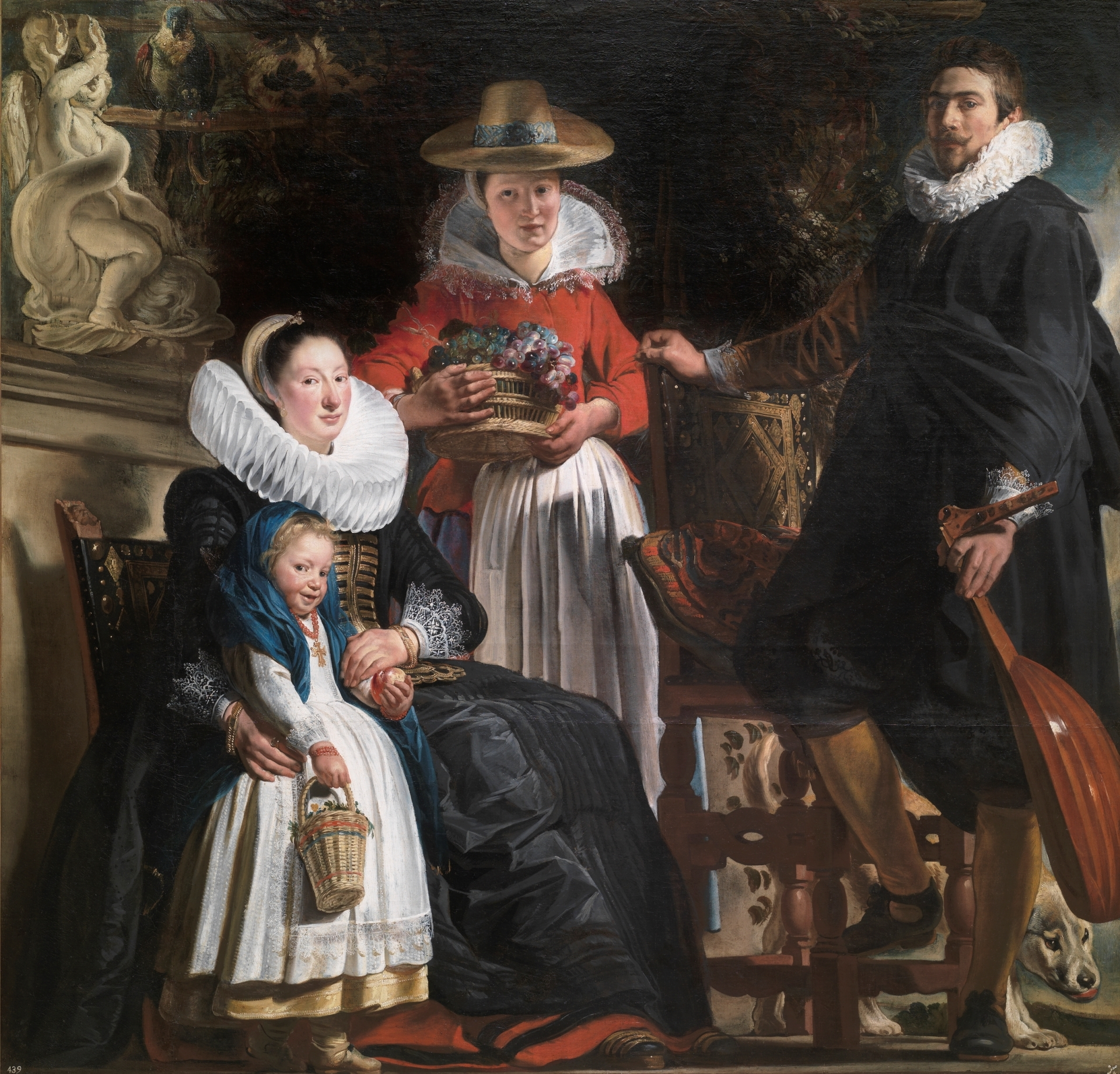
Autoportrait avec sa femme et sa fille Elisabeth (1621-1622), Madrid, musée du Prado
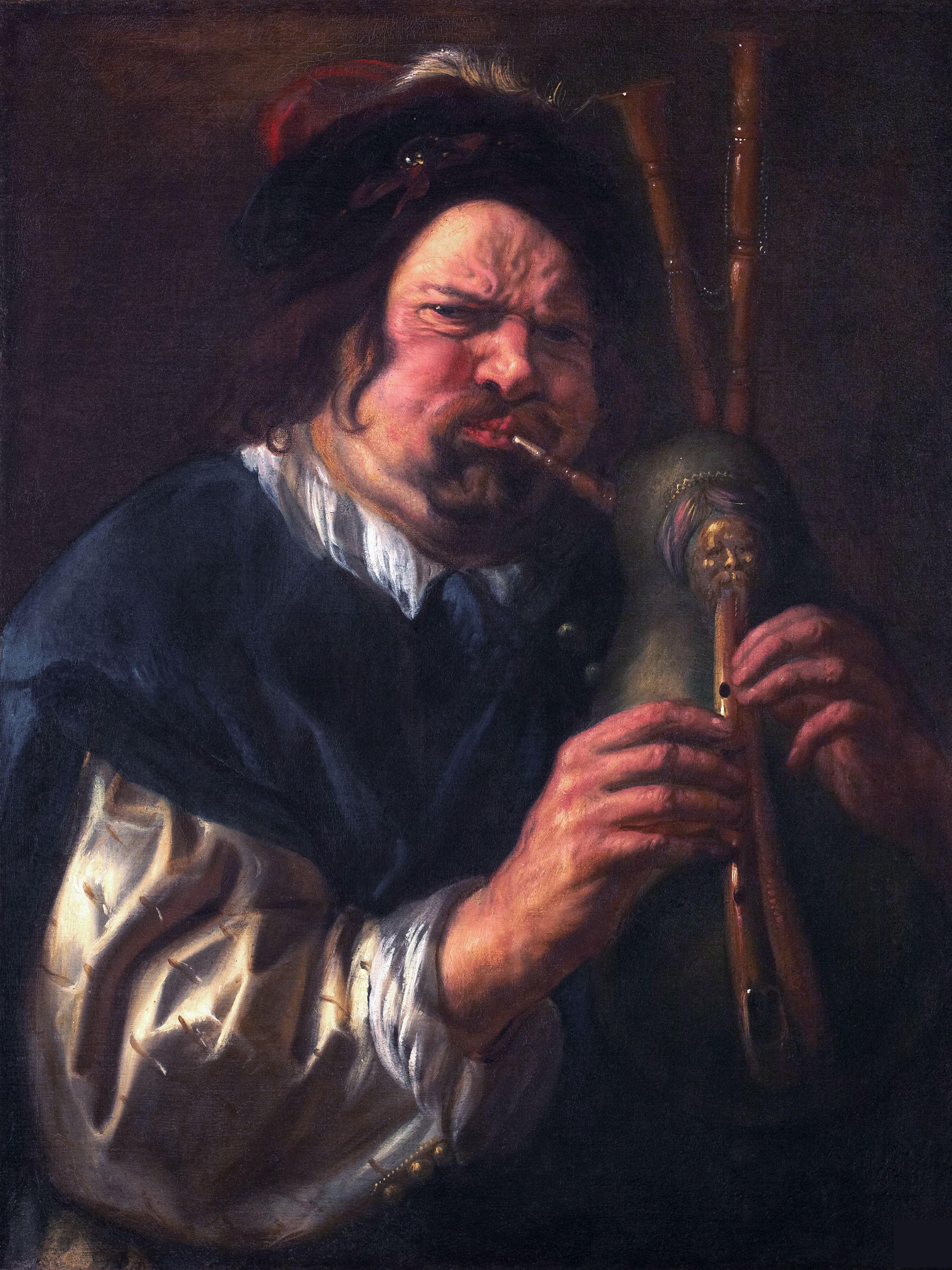
Le Joueur de cornemuse. Fondation Roi Baudouin

## Élèves
Sont notés comme ses élèves dans les registres de la guilde de Saint-Luc d'Anvers :
L'an de guilde 1620-1621 Charles du Val, l'an de guilde 1621-1622 Pierre de Moulyn, l'an de guilde 1623-1624 Jan Kersgiter et Mattijs Peetersen, l'an de guilde 1633-1634 Rogiers de Cuyper, l'an de guilde 1636-1637 Henderick Willemsen, l'an de guilde 1640-1641 Hendrik Rockso, l'an de guilde 1644-1645 Gilliam de Vries, l'an de guilde 1646-1647 Orliens de Meyer, Jean Goulincx, Andries Snijders, Conraet Hansens, Adriaen de Munckninck, Pauwels Goetvelt, l'an de guilde 1652-1653 Arnoldus Jordaens (fils de son frère Isaak), l'an de guilde 1666-1667 Mercelis Librechts.
Ont été ses élèves, non inscrits à la Guilde de Saint-Luc anversoise : Hendrik Wildens, Hendrik kerstens, Daniel Verbraken, Johannes-Baptista Huybrechts, Johannes-Baptista van den Broeck, Zacharias Rem, Van Pape, Van Stalbemt.

## Expositions
Une exposition de Jordaens a lieu à Anvers du 27 mars au 27 juin 1993, à l'occasion de l'événement Anvers 93 Capitale européenne de la culture.
La première rétrospective en France concernant son œuvre a lieu à Paris au Petit Palais, du 19 septembre 2013 au 19 janvier 2014.

## Honneurs
L'astéroïde (5232) Jordaens porte son nom.